# Kris Allen
Kristopher "Kris" Neil Allen (Jacksonville, Arkansas, 21 de junho de 1985) é um cantor e compositor norte-americano e vencedor da oitava temporada do reality show American Idol. Antes de participar do programa, lançou em 2007 um álbum independente intitulado Brand New Shoes.

## Discografia

### Álbuns de estúdio
| Ano  | Detalhes | Melhores posições | Melhores posições | Certificações |
| Ano  | Detalhes | EUA               | CAN               | Certificações |
| ---- | --- | ----------------- | ----------------- | ------------- |
| 2007 | Brand New Shoes - Lançado: 2007 - Formatos: CD, autopublicação - Gravadora: Independente                              | —                 | —                 | —             |
| 2009 | Kris Allen - Lançado: 17 de novembro de 2009 - Formatos: CD, download digital - Gravadora: Jive/19                    | 11                | 50                | —             |
| 2012 | Thank You Camellia - Lançado: 22 de maio de 2012 - Formatos: CD, download digital, disco de vinil - Gravadora: RCA/19 | 26                | 93                | —             |
| 2014 | Horizons - Lançado: 12 de agosto de 2014 - Formatos: CD, download digital - Gravadora: Independente (DogBear Records) | 80                | —                 | —             |

## Prêmios
| Ano  | Prêmio                 | Categoria                                     | Resultado |
| ---- | ---------------------- | --------------------------------------------- | --------- |
| 2009 | Teen Choice Awards     | Estrela masculina                             | Indicado  |
| 2009 | Teen Choice Awards     | Choice Summer Tour (com American Idol Top 10) | Indicado  |
| 2010 | People's Choice Awards | Break-Out Musical Artist                      | Indicado  |
| 2011 | Billboard Music Awards | Top Christian Song - "Live Like We're Dying"  | Pendente  |